# Football Club Crotone
Maillots
Actualités
Le FC Crotone est un club italien de football basé à Crotone, en Calabre. Il a été fondé en 1910 avec la dénomination SS Crotona avant d'être restructuré en 1945, après la Seconde Guerre mondiale, sous le nom de US Crotone. Le club change encore plusieurs fois de noms jusqu'en 1991 pour finalement prendre l'actuel en 2001, au terme de sa première saison en Serie B. Il est promu en Serie A pour la première fois lors de la saison 2016-2017.
Ses couleurs sont le rouge et le bleu. Le FC Crotone dispute ses matchs à domicile au stade Ezio-Scida, inauguré en 1946, qui peut accueillir 16 640 spectateurs.
On compte dans son palmarès la première place du groupe B du championnat de Serie C1 lors de la saison 1999-2000.

## Historique

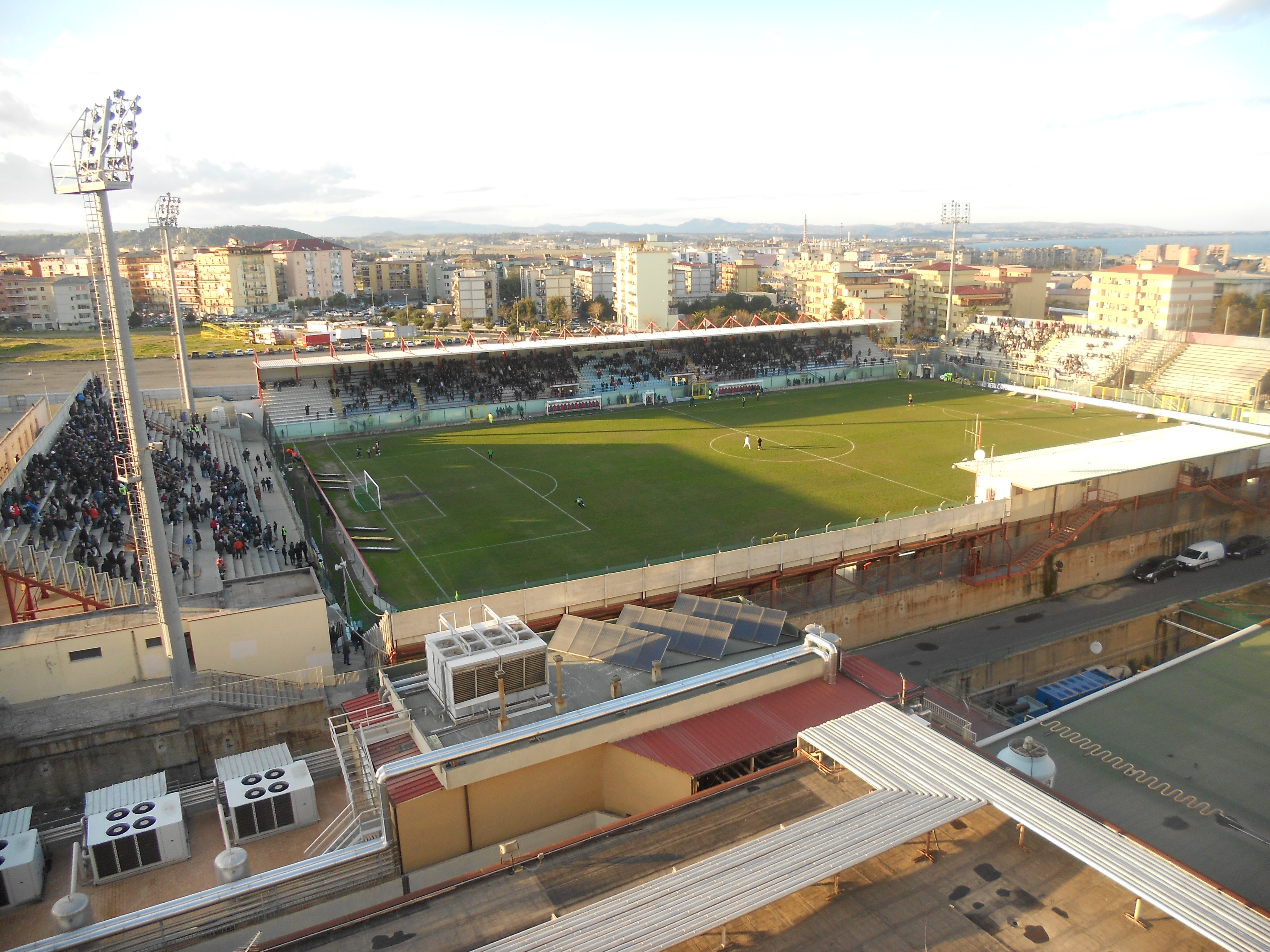
Le Stade Ezio-Scida en 2012

### Des origines aux années 1970
Le club est créé en 1910 avec le nom de Società Sportiva Crotona. Il participe à des tournois mineurs et fait plusieurs apparitions en première division de Calabre. Les matchs sont alors disputés au Campo Sportivo della Marinella, un terrain en terre battue situé près du bord de mer. Les joueurs sont en majorité des locaux qui pratiquent le football par passion.
Le club change de nom durant les années 1920 et 1930 : d'abord, Società Sportiva Milone est clairement une référence au grand athlète de la Grèce antique qui dominait les premiers Jeux olympiques. Puis, avec l’avènement du fascisme, le club devient la Società Sportiva Fascista Crotona mais la Seconde Guerre mondiale le rend inactif jusqu'en 1945. Cette année-là démarre l'ère du président Silvio Messinetti. L'équipe de Crotone s'inscrit dans le championnat de Serie C (troisième division) avec la nouvelle dénomination de Unione Sportiva Crotone. Lajors Politzer arrive comme entraineur et le club frôle la montée en Serie B au terme de la saison 1946-1947 à cause de défaites en barrages contre Messine et Reggina. La saison 1950-1951 voit l'éclosion de Luciano Comaschi qui rejoint en juin 1951 Naples en Serie A.
En 1951-1952, le club est rétrogradé en quatrième division malgré sa dixième place au classement, à cause d'une réorganisation des championnats nationaux italiens. La saison 1952-1953 est entrée dans les annales pour avoir proposé le premier grand duel entre Crotone et Catanzaro pour la promotion en Serie C. C'est un derby alors très apprécié par les supporters mais Crotone devra patienter encore six saisons pour grimper à l'échelon supérieur. En 1958-1959, l'attaque rossoblù est la meilleure du championnat avec 66 buts inscrits en 34 matchs. Au terme de cette saison, l'équipe réussie à s'imposer devant ses concurrents Akragas et Avellino au moment du sprint final pour assurer sa première place.
Après plus années de hauts et de bas, Crotone descend à nouveau en quatrième division en 1962-1963. La remontée est immédiate après un tête-à-tête avec Barletta. Suivent ensuite 14 saisons en Serie C durant lesquelles l'équipe lance des jeunes joueurs talentueux comme Giorgio Fatti, Gaetano Montenegro, Bruno Petroni, Oscar Righetti et Michelangelo Sulfaro.
En 1976-1977, le Crotone du président Meragliano et entrainé par Gianni Corelli, dispute une saison au terme de laquelle le club termine troisième derrière Bari et Paganese, ratant de peu la montée en Serie B. 1977-1978 commence mal : bien que l'équipe compte des anciens joueurs de Serie A, comme Alessandro Abbondanza, les choses se compliquent. Le nouvel entraineur Luciano Pirazzini exclu l'attaquant vedette Paolo Piras. Les résultats ne suivent pas et en janvier, Crotone remplace Pirazzini par l'entraineur de jeunes, Gigi Maifredi, inexpérimenté au niveau professionnel. Rien ne s'arrange et après seulement quelques matchs, c'est Oronzo Pugliese qui prend sa place mais ne peut éviter la relégation. Déclaré en faillite à la fin de la saison 1978-1979, le club termine pour la première fois de son histoire en dernière place du championnat. 

### Des années 1980 à aujourd'hui
En 1994, lors du championnat d'Excellence (D6 italienne), le club bat Palmese 32-0, réalisant ainsi la plus large victoire du football italien.

## Palmarès et résultats

### Palmarès
- Champion de Serie C1 en 1999-2000 (groupe B)
- Champion de Serie D en 1963-1964 (groupe F)
- Champion de IV Serie en 1958-1959 (groupe H)
- 2x champion interrégional en 1983-1984 (groupe I) et 1986-1987 (groupe L)
- Champion d'Italie amateur en 1996-1997 (groupe I)

## Identité du club

### Changements de nom
- 1910-1927 : Società Sportiva Crotona
- 1927-1928 : Unione Sportiva Crotona
- 1928-1937 : Unione Sportiva Crotone
- 1937-1945 : Società Sportiva Fascista Crotone
- 1945-1979 : Unione Sportiva Crotone
- 1979-1985 : Associazione Sportiva Crotone
- 1985-1986 : Associazione Kroton Calcio
- 1986-1991 : Kroton Calcio
- 1991-1993 : A.P. Nuova Crotone M.J.
- 1993-2001 : Football Club Crotone Calcio
- 2001- : Football Club Crotone

### Historique du logo
L'un des premiers logos du club dont nous ayons gardé la trace nous vient de l'US Crotone, qui a simplement repris les armoiries de la cité. En 1986, après la faillite de la structure précédente, est né le Kroton Calcio, dont le logo était un fanion triangulaire contenant les armoiries de la ville sur fond de rayures rouges et bleues.
Depuis la saison 1998-1999, le logo du FC Crotone Calcio, disputant alors la Serie C2 (D4), était constitué d'un unique requin bleu stylisé. À partir de la saison 1999-2000, il a été adopté un nouveau logo, en forme d'écu espagnol rayé de rouge et de bleu, composé d'un trépied d'argent (symbole de la ville) posé au milieu d'un fond jaune entouré par deux requins. Au sommet du logo apparaissait une bande bleue avec le nom du club écrit en jaune. Le blason a été remplacé pendant la saison 2012-2013 par le logo encore en usage, encore caractérisé par la présence du trépied et des requins. Néanmoins, sur cette version la couleur jaune est remplacée par du blanc tandis que la forme du blason est devenue ovale.

Ancien logo
Logo actuel

## Personnalités du club

### Anciens joueurs
- Jamal Alioui
- Pierluigi Borghetti
- Jean-Pierre Cyprien
- Matjaž Florjančič
- Pasquale Foggia
- Abdelkader Ghezzal
- Tomas Andres Guzman
- Jeda
- Junior Messias
- Ivan Jurić
- Abdoulay Konko
- Dante López
- Federico Marchetti
- Antonio Nocerino
- Angelo Pagotto
- Sébastien Piocelle
- Giuseppe Sculli
- Adrian Stoian
- Ricardo Verón
- Julian Palmieri
- Moussa Diaby